# Kościół św. Stanisława Kostki w Trębkach
Kościół świętego Stanisława Kostki – rzymskokatolicki kościół parafialny należący do dekanatu Żychlin diecezji łowickiej.

## Historia i architektura
Obecna świątynia została wybudowana w 1802 roku według projektu Hilarego Szpilowskiego i ufundowana przez kolatora Stanisława Kostkę Łączyńskiego, starostę gostynińskiego i podkomorzego gostynińskiego. Budowla została wzniesiona na planie prostokąta, w całości jest murowana z cegły i otynkowana. Okna są półkoliste i kwadratowe, dach jest czterospadowy. Świątynia posiada cechy stylu klasycystycznego i jest zwrócona w stronę południowego wschodu. Absyda ołtarza posiada kształt półkuli. Po obydwu bokach absydy ołtarzowej są umieszczone pomieszczenia zakrystii oraz skarbczyk. Klasycystyczny ołtarz główny, zaprojektowany przez Hilarego Szpilowskiego, powstał na początku XIX wieku. Jest ozdobiony obrazem Chrystusa Ukrzyżowanego. Klasycystyczny charakter mają również ambona i chrzcielnica, także wykonane według projektu Szpilowskiego. Do cennych przedmiotów liturgicznych należą m.in. lichtarz na paschał, monstrancja, kielich, relikwiarz i kociołek na wodę święconą. Ławy kościelne są wiekowe, a niektóre stylowe. W 1940 roku, po aresztowaniu księdza Piotra Bytofa, który został zamordowany w dniu 16 września 1940 roku w Sachsenhausen, świątynia została ograbiona przez hitlerowców. W 1968 roku kościół został gruntownie odnowiony, prezbiterium zostało częściowo przebudowane, a część chóralna została zamknięta.

## Galeria

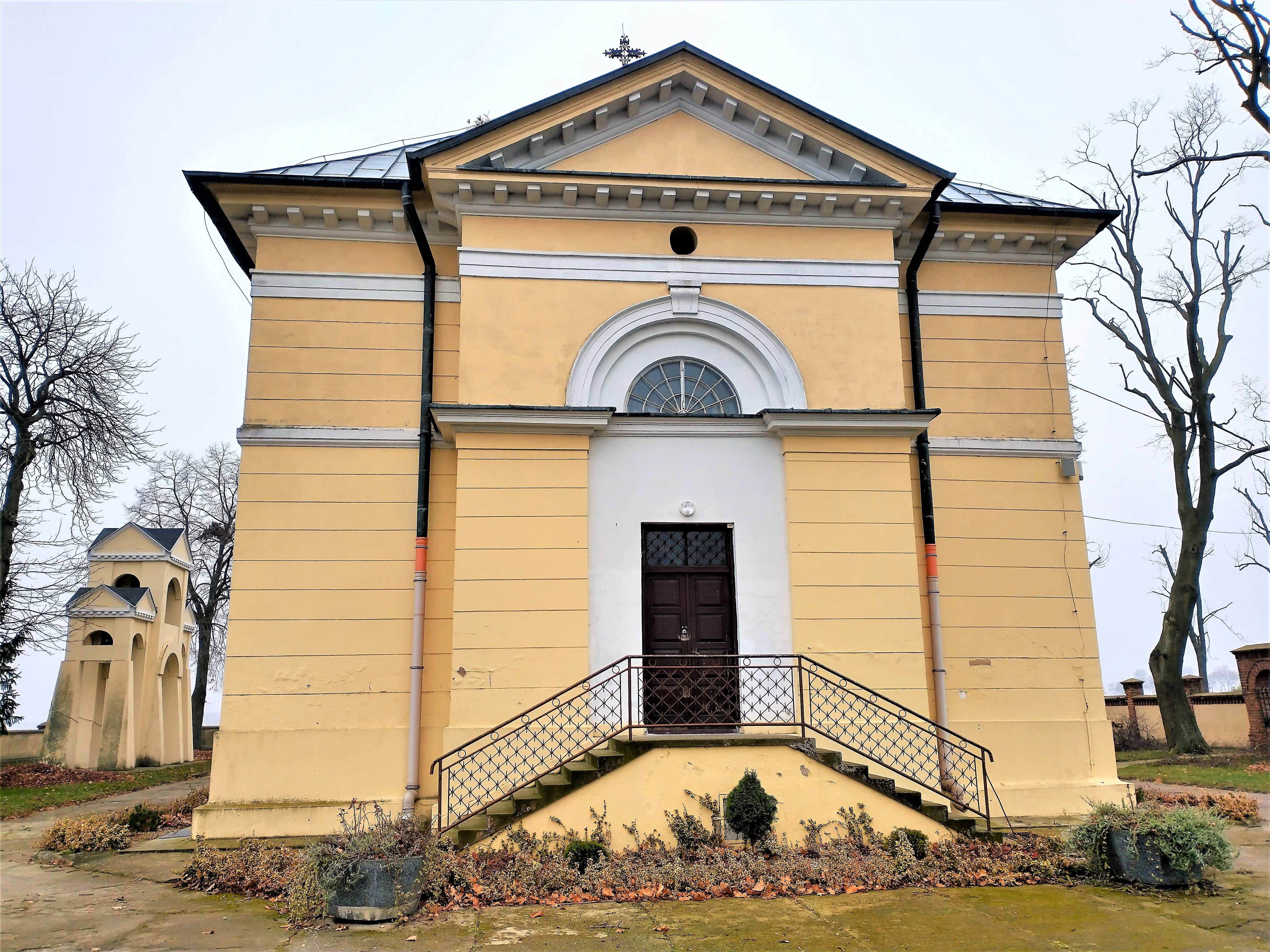
Elewacja frontowa
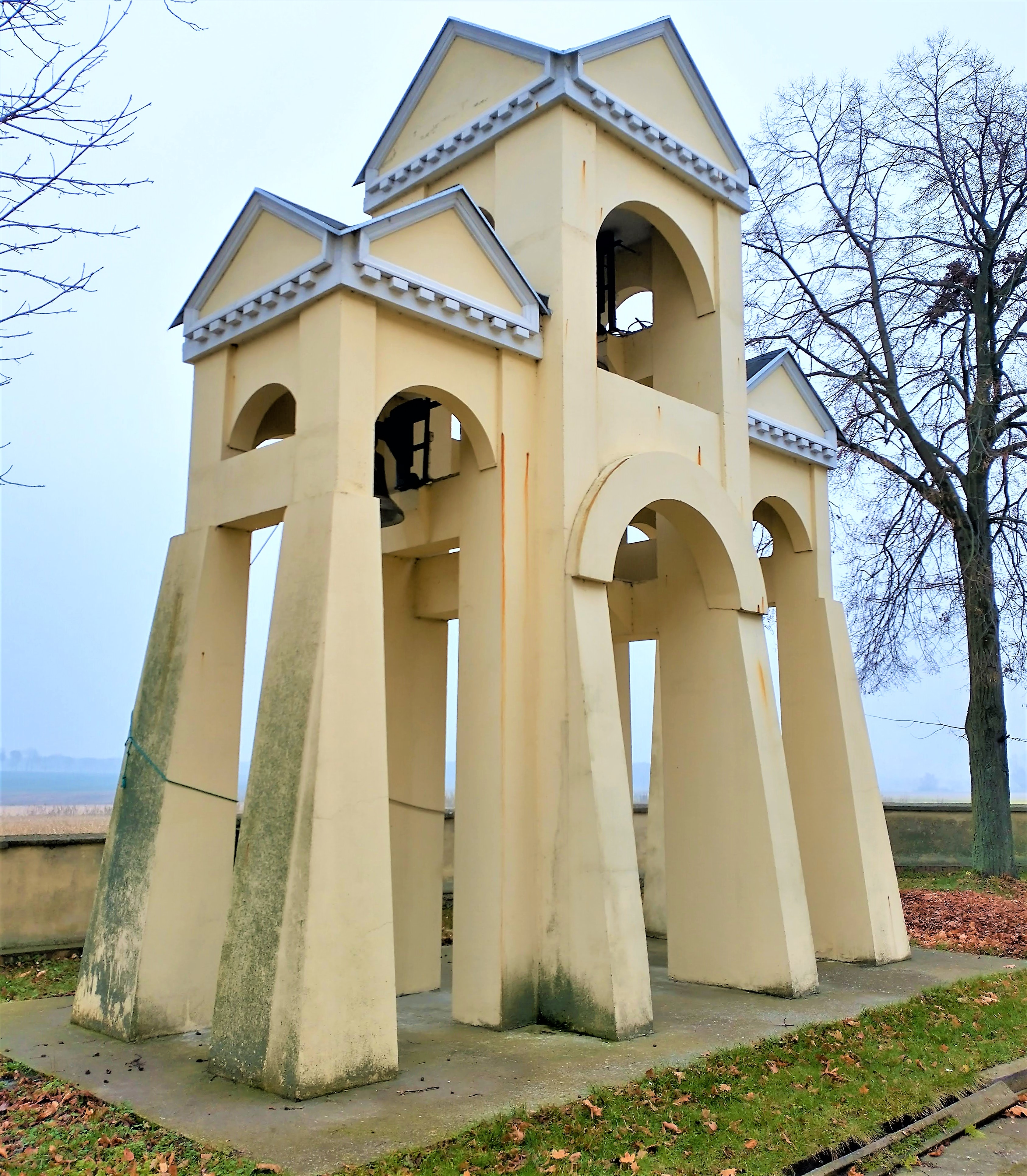
Dzwonnica
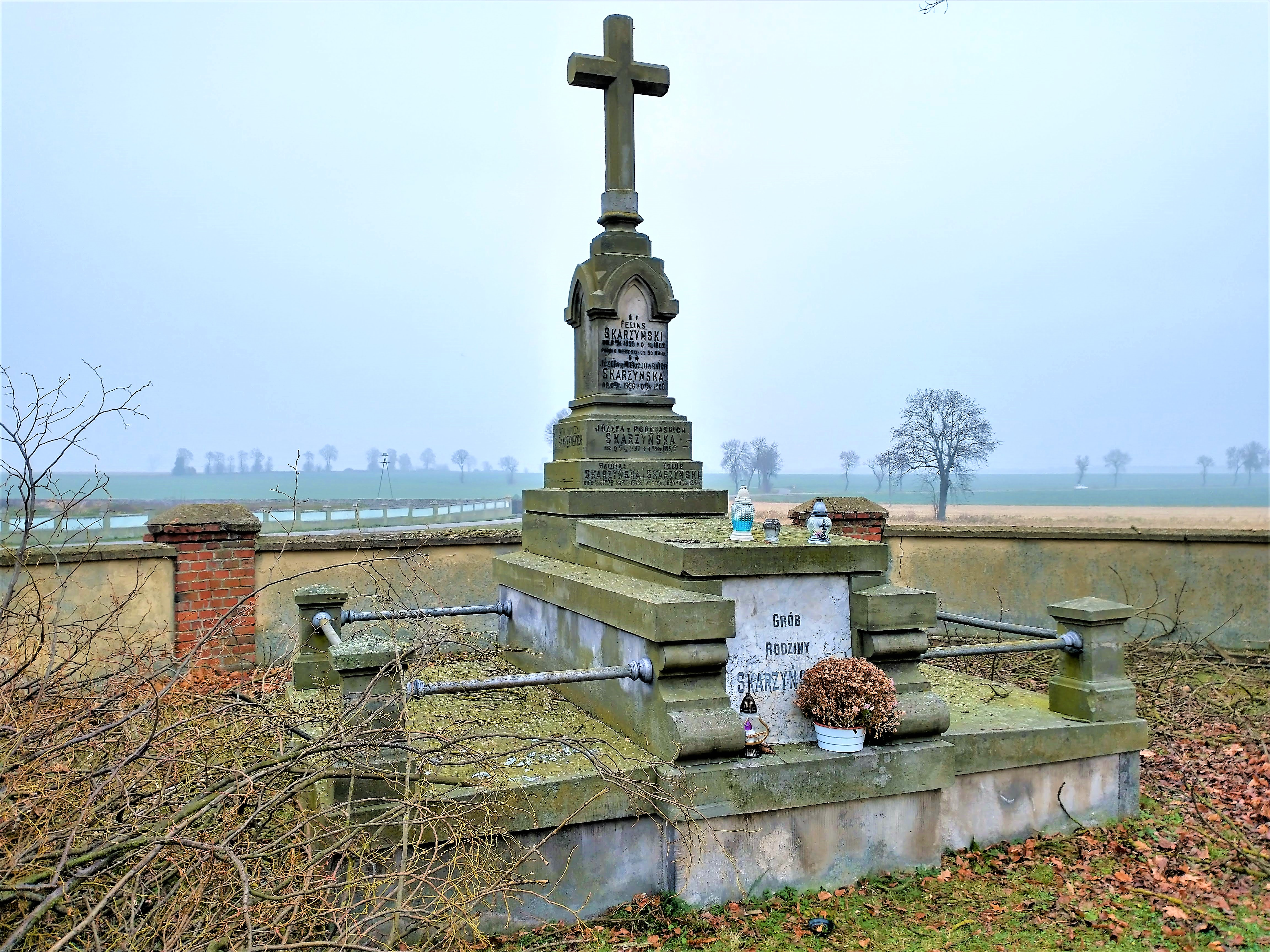
Grobowiec Skarżyńskich